# 小値賀町
小値賀町（おぢかちょう）は、長崎県の五島列島北部、小値賀島と周辺の島々を行政区域とする町。北松浦郡に属する。
春にはおぢか国際音楽フェスティバルがあり、多くの観光客が来島する。2004年（平成16年）より、九州鹿をモデルとしたちかまるが小値賀町のマスコットキャラクターとなっている。

## 地理

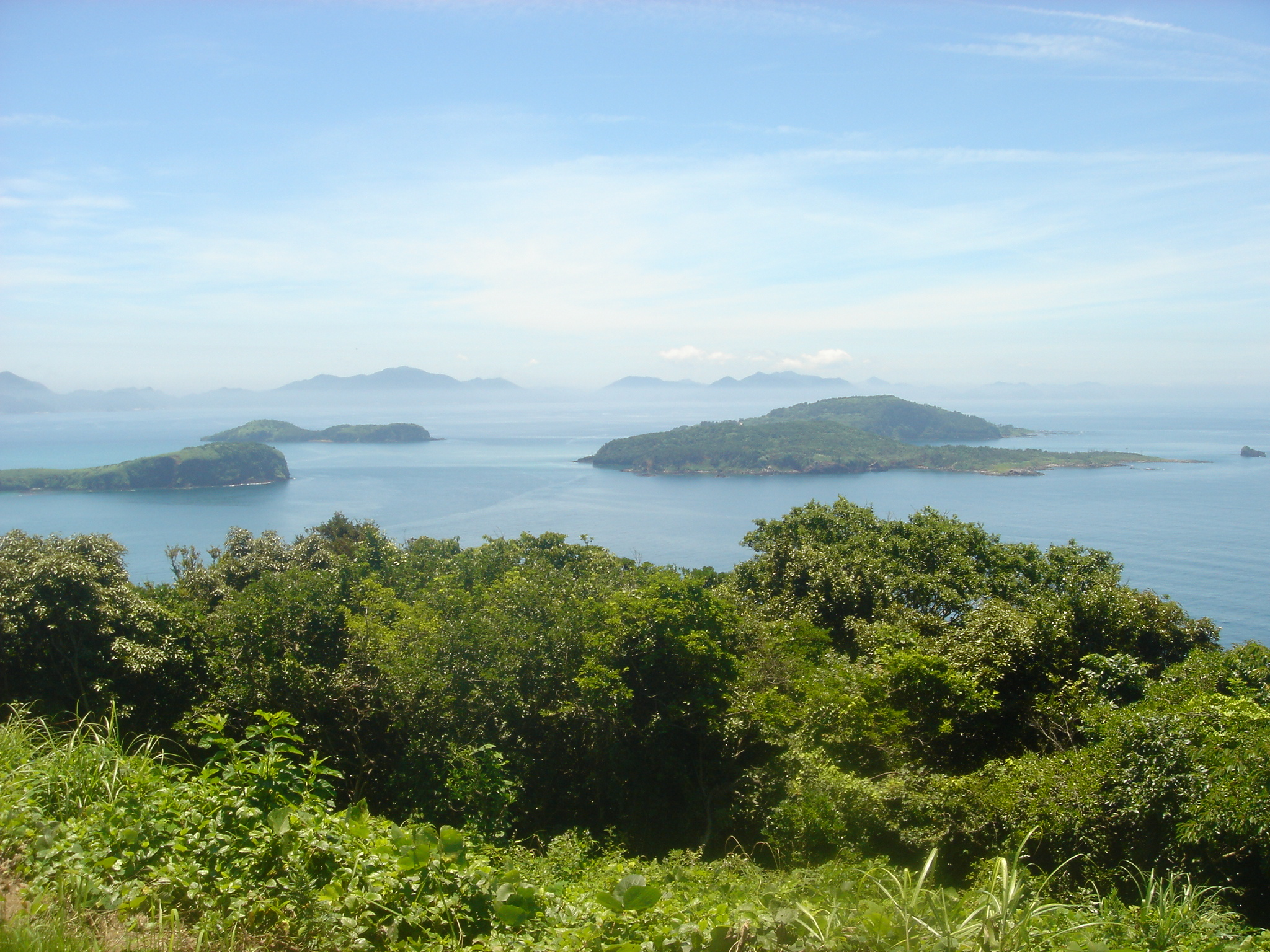
小値賀諸島。小値賀島松原公園付近より望む

小値賀町は五島列島の北、佐世保市の宇久島（旧北松浦郡宇久町）と新上五島町の間に位置し、小値賀島とその周辺に散在する大小17の島（小値賀火山群島）からなる。町の中心部は小値賀島の南部にある笛吹（ふえふき）地区で、この付近が最も人口が多い。
- 町の面積 - 25.46km2 （小値賀島 - 12.22km2）
- 有人島：小値賀島、野崎島、斑島、黒島、大島、納島、六島（むしま）
- 無人島：小黒島、宇々島、藪路木島、白瀬、赤島など
- 山：番岳（小値賀島、標高104m）、本城岳（小値賀島、標高111m）、二半岳（野崎島、標高305m）

### 隣接している自治体
- 陸続きの隣接自治体は存在しないが、海を挟んで以下の自治体と隣接している。
  - 佐世保市（宇久島など）
  - 南松浦郡新上五島町

## 地域

### 人口
| |                                          |  |
| 小値賀町と全国の年齢別人口分布（2005年） | 小値賀町の年齢・男女別人口分布（2005年） |  |
| ■紫色 ― 小値賀町 ■緑色 ― 日本全国 | ■青色 ― 男性 ■赤色 ― 女性                |  |
| 小値賀町（に相当する地域）の人口の推移 \| 1970年（昭和45年） \| 7,552人 \| \| \| 1975年（昭和50年） \| 6,374人 \| \| \| 1980年（昭和55年） \| 5,684人 \| \| \| 1985年（昭和60年） \| 5,101人 \| \| \| 1990年（平成2年） \| 4,651人 \| \| \| 1995年（平成7年） \| 4,238人 \| \| \| 2000年（平成12年） \| 3,765人 \| \| \| 2005年（平成17年） \| 3,268人 \| \| \| 2010年（平成22年） \| 2,849人 \| \| \| 2015年（平成27年） \| 2,560人 \| \| \| 2020年（令和2年） \| 2,288人 \| \| |                                          |  |
| 総務省統計局 国勢調査より |                                          |  |
| 1970年（昭和45年） | 7,552人                                  |  |
| 1975年（昭和50年） | 6,374人                                  |  |
| 1980年（昭和55年） | 5,684人                                  |  |
| 1985年（昭和60年） | 5,101人                                  |  |
| 1990年（平成2年） | 4,651人                                  |  |
| 1995年（平成7年） | 4,238人                                  |  |
| 2000年（平成12年） | 3,765人                                  |  |
| 2005年（平成17年） | 3,268人                                  |  |
| 2010年（平成22年） | 2,849人                                  |  |
| 2015年（平成27年） | 2,560人                                  |  |
| 2020年（令和2年） | 2,288人                                  |  |

### 地名

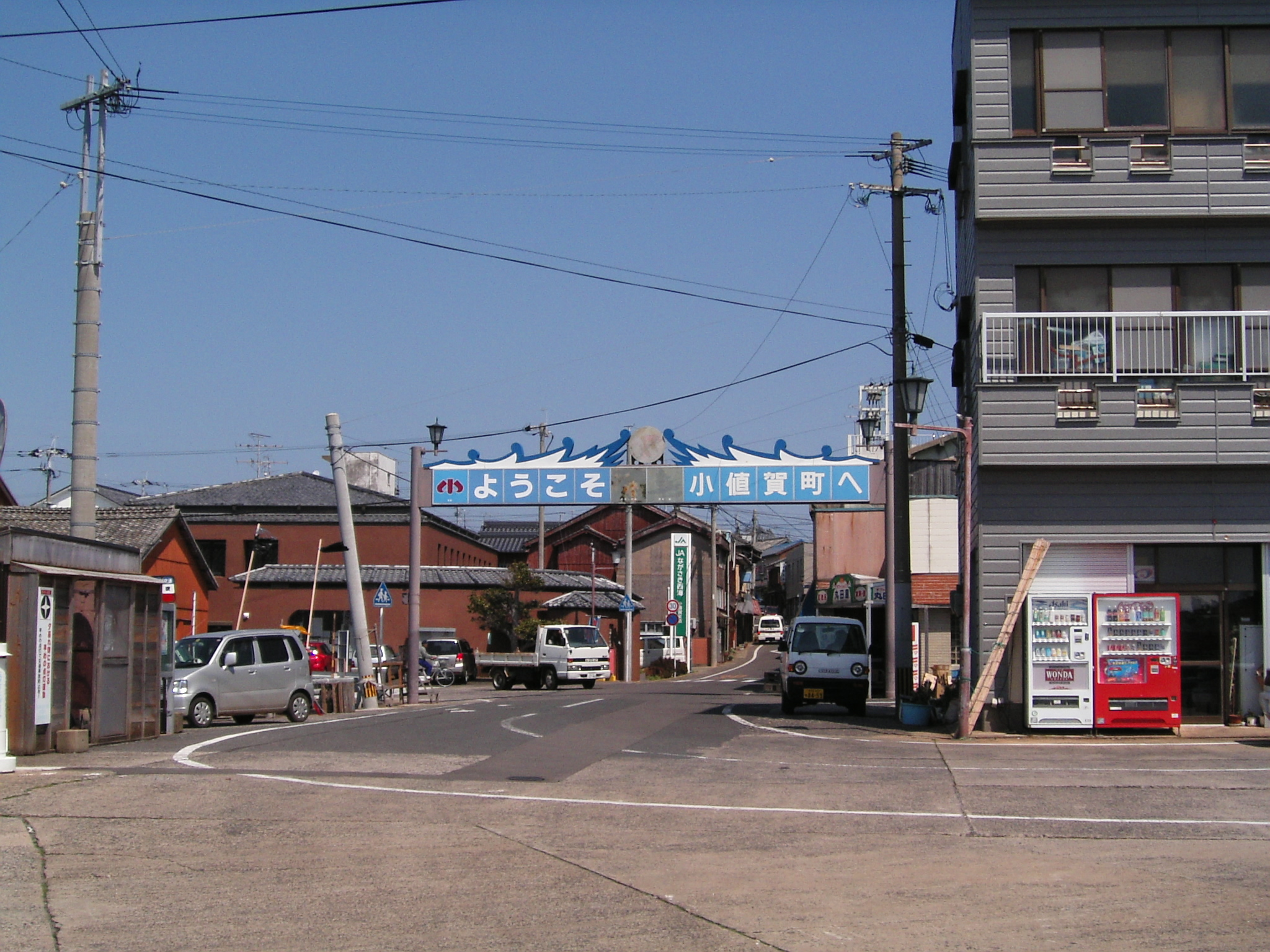
笛吹郷（小値賀笛吹港付近）

各地名とも最後の「郷」は「ごう」と読む。小値賀町の郷の数は資料によってまちまちで12～21郷とバラツキがある。資料によっては非掲載となっている9郷はいずれも無人島である。本項では21郷すべてを掲載する。なお、角川日本地名大辞典非掲載の9郷は地理的な位置関係を考慮し便宜上旧笛吹村の項に掲載する。
住所表記として用いられる郷の他に、小値賀島内や近隣の有人島の郷は行政上の単位で、自治会としても用いられる行政区の所属についても併記する。
旧笛吹村
- 大島郷（おおしま）

行政区: 大島
- 黒島郷（くろしま）

行政区: 黒島
- 中村郷（なかむら）

行政区: 中村
- 笛吹郷（ふえふき）

行政区: 小浜町、浦町、西町、新西町、木下町、上下町、蛭子町、北目町、宮崎町、柳田町、会舎町、新町、先小路町、丘町、笛吹在、大浦、松香丘
- 藪路木島郷（やぶろきじま）

以下は角川日本地名大辞典非掲載の郷である。いずれも無人島である。
- 宇々島郷（ううじま）[4]
- 赤島郷（あかしま）
- 小黒島郷（おぐろしま）
- 乙子島郷（おとごしま）
- 古路島郷（ころしま）
- ホゲ島郷（ほげじま）[5]
- 倉島郷
- 平島郷
- 美良島郷

旧柳村
- 納島郷（のうしま）

行政区: 納島
- 浜津郷（はまづ）

行政区: 浜津前目、浜津後目
- 斑島郷（まだらしま）

行政区: 斑在、斑浦
- 柳郷（やなぎ）

行政区: 柳西、柳東
旧前方村
- 野崎郷（のざき）
- 前方郷（まえがた）

行政区: 牛渡、前方後目、唐見崎、筒井浦、相津、木場
- 六島郷（むしま）

行政区: 六島

## 歴史

### 先史時代
斑島郷のオオサコ遺跡から2万5千年前のものと見られる旧石器時代の石器が出土している。また、縄文時代の遺物が小値賀空港付近の殿崎遺跡（とんざきいせき）で出土している。

### 沿革

#### 旧藩時代
- 平戸藩主松浦家の所領で、当時、笛吹・前方・柳各村の農業者は各村における庄屋が統治していた。また笛吹浦・筒井浦・斑浦の漁業者は浦役所を設け、その管轄に属した。

#### 明治
- 1872年（明治5年）- 区政施行により第26大区となり、区務所を笛吹村に置かれ、さらに5小区に分割され、笛吹村を1の小区、柳村を2の小区、前方村を3の小区と称した。
- 1879年（明治12年）- 郡制施行により、北松浦郡の管轄となり、各村に戸長役所が置かれた。
- 1882年（明治15年）7月 - 町村行政区画が改正され、3村を合わせて笛吹村外２ヶ村戸長役所が置かれた。

#### 昭和
- 1982年（昭和57年）- 町立野崎中学校を廃校。
- 1985年（昭和60年）- 町立斑中学校を廃校。小値賀空港が開港。

#### 平成
- 2002年（平成14年）3月 - 町立小値賀中学校六島分校を休校（実質廃校）。
- 2004年（平成16年）- 小値賀町において佐世保市、宇久町、小値賀町の合併についての住民投票が行われた。
  - 反対が1297票、賛成が1243票（投票率85.42％）で、合併は反対された[8]。
- 2006年（平成18年）3月 - 小値賀空港を閉鎖。
- 2007年（平成19年）3月 - 町立斑（まだら）小学校を廃校。
- 2008年（平成20年）1月と4月に佐世保市長が小値賀町を訪問し、合併協議の申し入れを行ったが、町長（当時：山田憲道町長[9]）はこれを受け入れなかった[10]。これにより、小値賀町は他の自治体と合併せず、単独で歩んでいく道を選んだ。
- 2010年（平成22年）4月1日 - パスポート業務が長崎県から小値賀町に移管され、小値賀町役場でパスポートの申請・受け取りができるようになった[11]。

### 行政区域の変遷
- 1871年（明治4年）
  - 旧暦7月14日（8月29日） - 廃藩置県により、平戸県の管轄となる。
  - 旧暦11月14日（12月25日） - 第1次府県統合により、長崎県の管轄となる。
- 1878年（明治11年）10月28日 - 郡区町村編制法の長崎県での施行により、松浦郡のうち現在の町域を含む1町49村の区域をもって行政区画としての北松浦郡が発足。
- 1889年（明治22年）4月1日 - 町村制施行により、現在の町域にあたる北松浦郡笛吹村・前方村・柳村が発足。いずれも単独村制施行。
- 1926年（大正15年）4月1日 - 笛吹村・柳村・前方村が対等合併し、小値賀村が発足[12]。
- 1940年（昭和15年）2月11日 - 小値賀村が町制施行。小値賀町となる。

## 行政

### 町長
- 現職 - 西村 久之（にしむら ひさゆき）2019年4月21日 - 現在

### 町議会
- 小値賀町議会 - 定員8[13]

### 組織
- 町長
  - 副町長
    - 総務課 - 総務交通班(総務係・防災交通係・渡船係)、企画振興班(企画係・財政係)
    - 住民課 - 戸籍税務保健、(戸籍係・税務係・保健係)
    - 福祉事務所 - 福祉支援班(福祉係・地域包括支援センター・生活支援係)
    - 産業振興課 - 産業振興班(農林係・家畜診療係・水産係・商工観光係)
    - 建設課 - 生活環境班(水道下水道係・環境衛生係)、建設管理班(管理係・建設営繕係)
    - 保育所 - 笛吹保育所
    - 診療所 - 事務局、医局
    - 健康管理センター
    - 空港管理事務所

  - 会計管理者
    - 出納室

  - 教育長（教育委員会委員長）
    - 教育委員会事務局 - 総務班、学校教育班、社会教育班、学校用務員、給食業務、幼稚園
    - 公民館・図書館

  - 農業委員会会長
    - 農業委員会

  - 選挙管理委員会委員長
    - 選挙管理委員会

  - 監査委員

### 衆議院
2017年の小選挙区改定以前は長崎県第4区の一部で、2021年現在この区で選出される北村誠吾は当町出身である。
- 任期 ： 2017年（平成29年）10月22日 - 2021年（令和3年）10月21日（「第48回衆議院議員総選挙」参照）

| 選挙区 | 議員名   | 党派名     | 当選回数 | 備考   |
| --- | -------- | ---------- | -------- | ------ |
| 長崎県第3区（小値賀町、佐世保市（早岐・三川内・宮の各支所管内）、大村市、壱岐市、五島市、対馬市、東彼杵郡、新上五島町） | 谷川弥一 | 自由民主党 | 6        | 選挙区 |

### 県議会
- 長崎県議会 佐世保市・北松浦郡選挙区（佐世保市・佐々町と合わせて） 定数9

### 県の行政所管
- 県北振興局
  - ただし、保健所に限っては五島振興局上五島支所保健部（上五島保健所）が所管。

### 警察
- 長崎県警察
  - 新上五島警察署
    - 小値賀警察官派出所

### 消防・救急
- 佐世保市消防局
  - 西消防署
    - 小値賀出張所

### 病院
- 国民健康保険診療所
- 小値賀歯科診療所

### ごみ処理
- ごみ焼却場
- 西目最終処理場
- 小値賀町立し尿処理場

### ダム
- 野崎ダム（野崎島水源の森）

## 産業

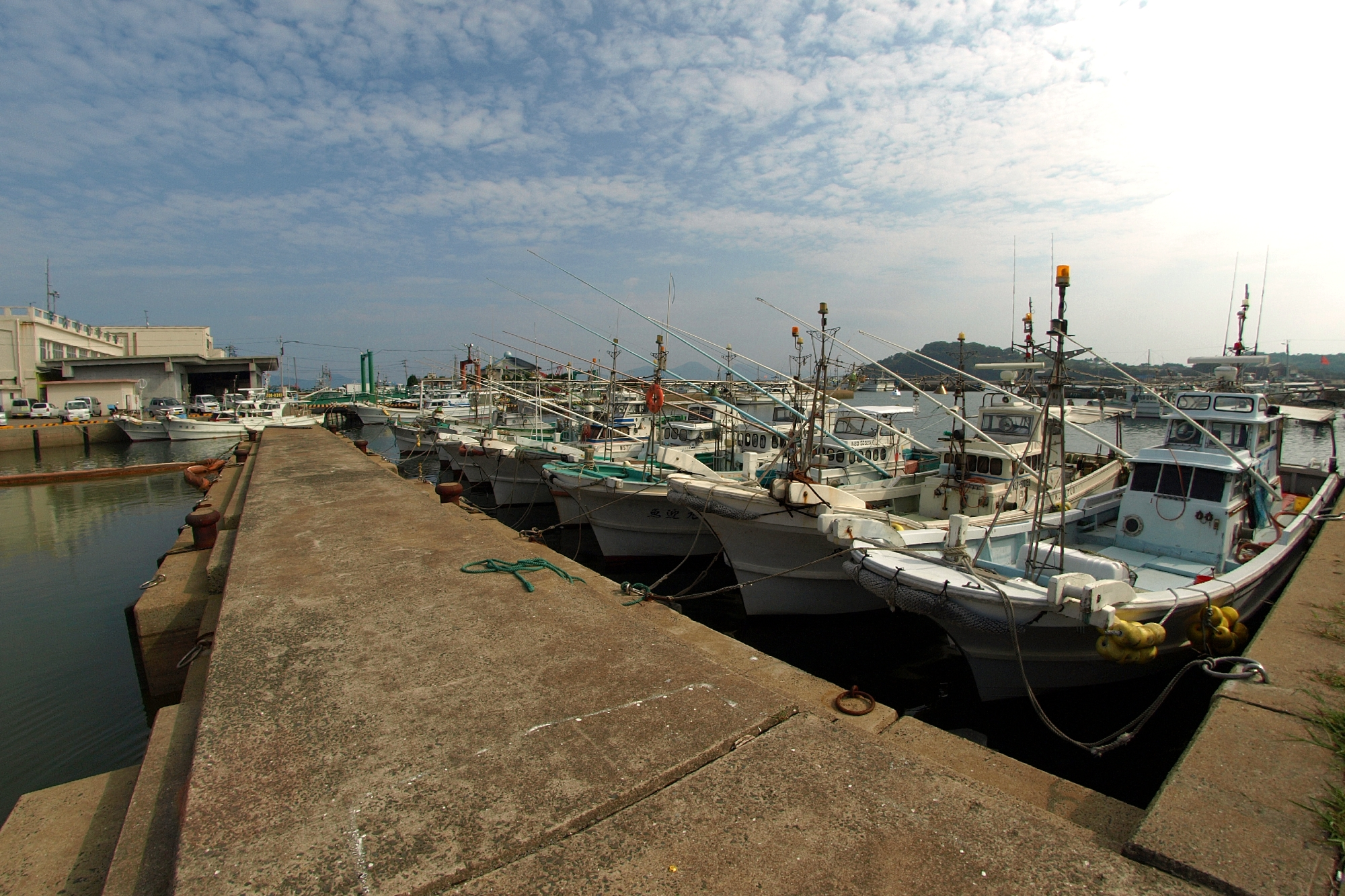
小値賀漁港

### 漁業
町の中核産業であり、恵まれた漁場を利用し、ブリ、ヒラス、イサキ等の一本釣りを中心に、採貝藻、曳縄、延縄、刺網、シイラ漬等の漁船漁業が行われている。また、水産資源を守り育てるため、アワビ等、漁場や漁具採捕サイズ等の自主規制や稚魚の放流、アワビの種苗生産、イカの人工産卵礁の設置、藻場の維持・回復への対策など、資源保全活動にも積極的に取り組んでいる。
1999年（平成11年）度から2000年（平成12年）度にかけ、主要魚種のイサキとタチウオをそれぞれ「値賀咲」（ちかさき）、タチウオを「白銀」（はくぎん）と名づけ、ブランド化を行い、販売促進を行っている。

### 農業
肉用牛・米を基幹作物として、実エンドウ、メロン、ブロッコリーなどの土地利用型作物が産地化され、規模拡大が図られている。

### 商業
物産展やインターネットを用いた販売によって、町の特産（じげもん）の販売促進を行っている。

### 観光業
恵まれた自然を活かし、農業・漁業等による体験・交流を通して活性化を図る「体験型ツーリズム」をキーワードに事業を展開し、海・農業・自然を包括的・総合的に体験できる島暮らし体験型観光「アイランドツーリズム」を推進している。
事業推進のため、2007年（平成19年）から、行政や住民が参画して構成する「NPO法人おぢかアイランドツーリズム協会」に観光の窓口を一本化している。

## 金融
- 銀行
  - 十八親和銀行小値賀支店
- 郵便局（ゆうちょ銀行）
  - 集配局
    - 小値賀郵便局（笛吹郷）-　小値賀町全域（郵便番号857-47××）の集配業務を行っている [15]。
- 農業協同組合（JAバンク）
  - ながさき西海農業協同組合小値賀支店
    - 支店以外に、農機具センター、野菜集出荷場がある。
- 漁業協同組合（JFマリンバンク）
  - 宇久小値賀漁業協同組合

## 教育

### 高等学校
- 長崎県立北松西高等学校

### 中学校
- 小値賀町立小値賀中学校
  - 廃校（休校）になった中学校に関しては長崎県中学校の廃校一覧#北松浦郡を参考。

### 小学校
- 小値賀町立小値賀小学校
  - 大島分校
  - 廃校になった小学校に関しては長崎県小学校の廃校一覧#北松浦郡を参考。

### 幼稚園
- 小値賀町立小値賀幼稚園

### 保育所
- 小値賀町立笛吹保育所

### 教育・文化施設
- 小値賀町立図書館

## 交通

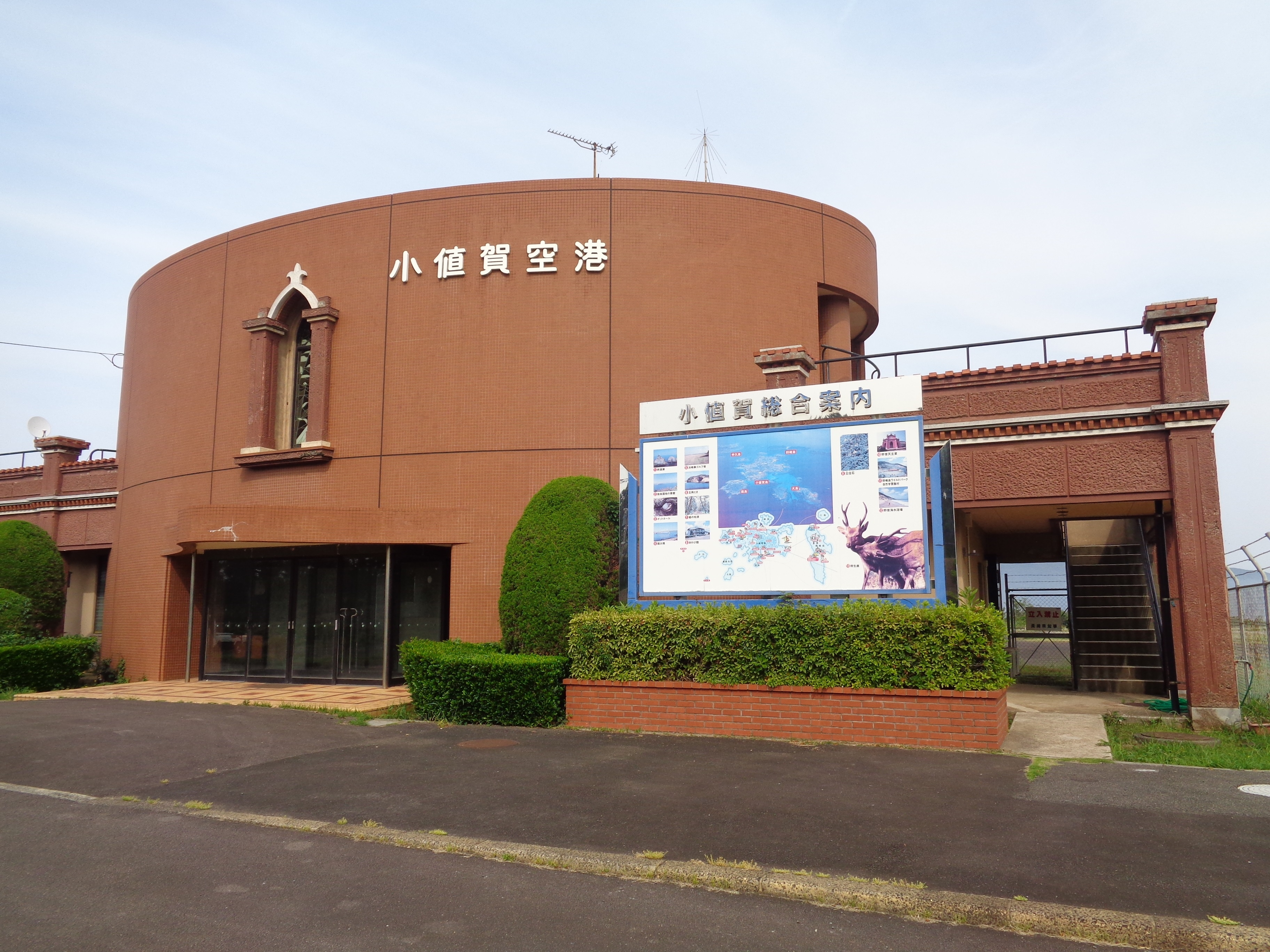
小値賀空港ターミナル

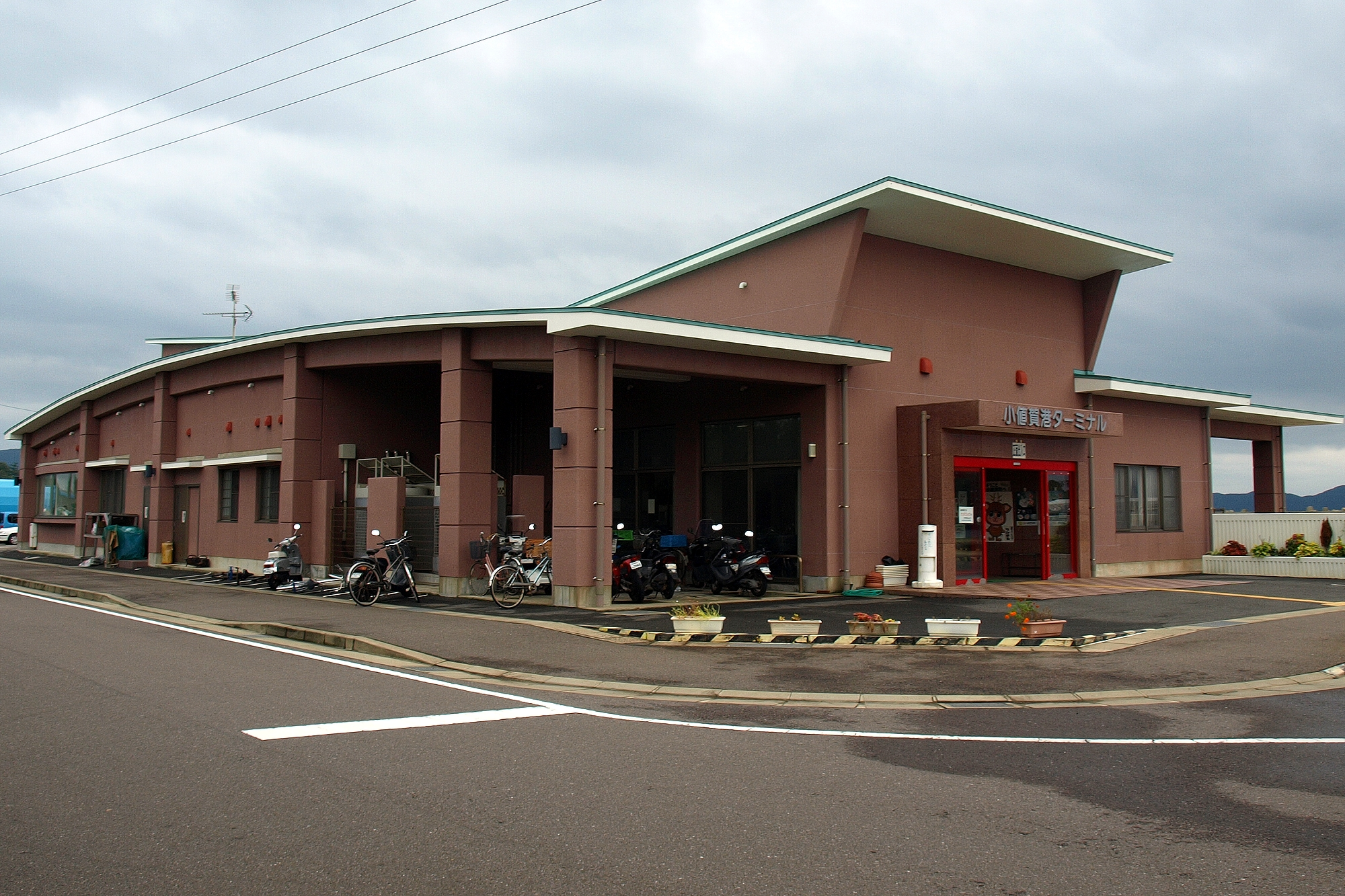
小値賀港ターミナル

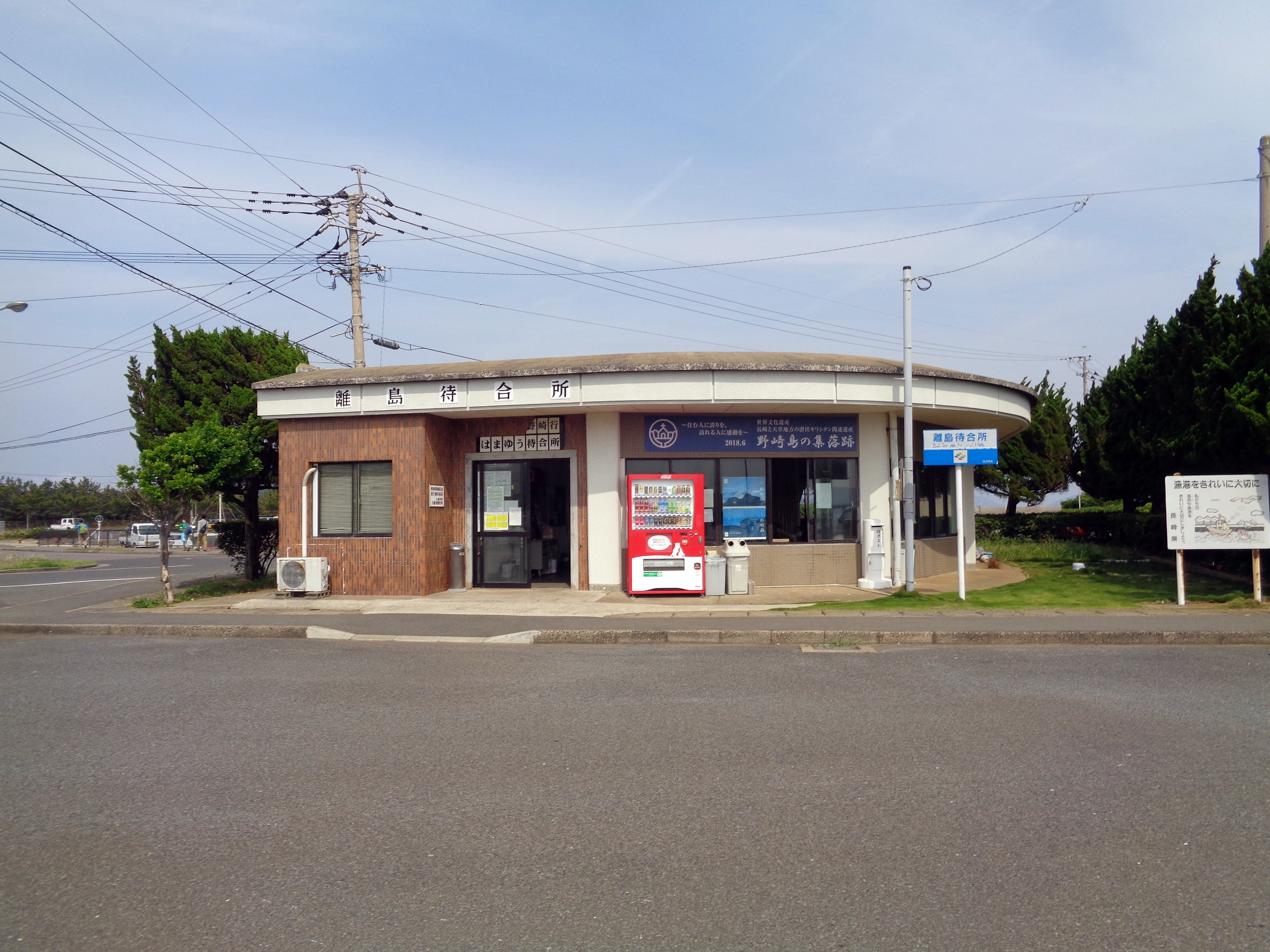
小値賀笛吹港（離島待合所）

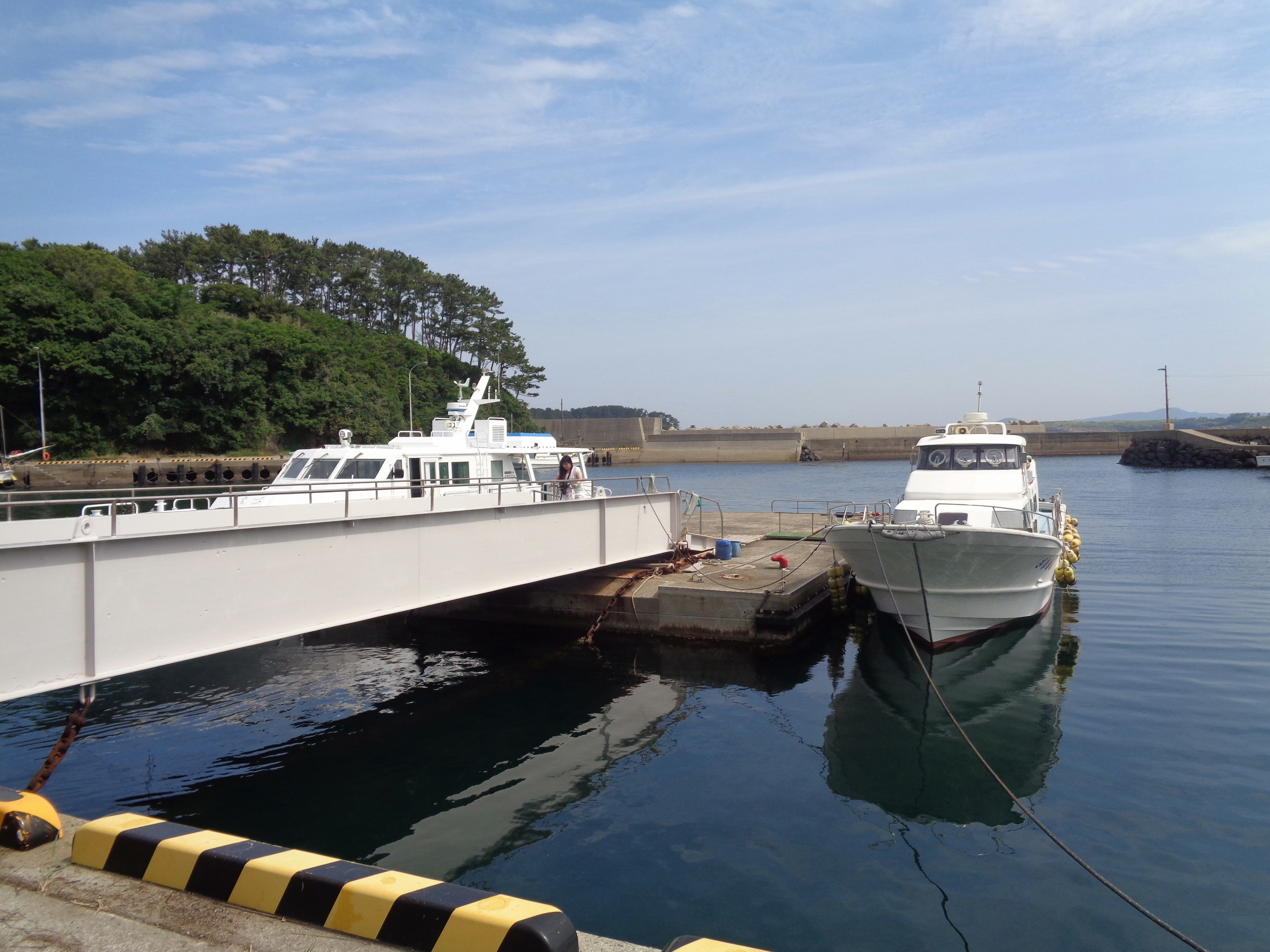
柳港（神浦・納島方面）

### 航空
- 小値賀空港（定期便休止）
  - 2006年（平成18年）3月末をもって定期便は廃止されたが、救急搬送や自家用機飛来のため職員が常駐している。かつてはオリエンタルエアブリッジ（ORC）が2004年（平成16年）まで福岡路線を、2006年（平成18年）まで長崎路線を運航していた。[16]

### 航路
小値賀島の南部に小値賀港があり、佐世保市や福岡市からの航路が発着している。向かい側に隣接する小値賀笛吹港（離島待合所）からは町内の六島、野崎島、大島への航路があり、小値賀島北部の柳港からは納島、寺島（佐世保市）方面の航路がある。
- 九州商船
  - フェリー「いのり」
    - 佐世保港 - 小値賀港 - 宇久平港（宇久島） - 佐世保港
      - 所要時間 - 佐世保港から約2時間40分（宇久平を経由する便の所要時間は約3時間20分）

  - 高速船「シークイーン」
    - 佐世保港 - 有川港（新上五島町） - 小値賀港 - 宇久平港 - 佐世保港
      - 所要時間 - 佐世保港から約2時間（有川を経由せず佐世保から小値賀に直航する便もあり、その所要時間は約1時間25分）
- 野母商船
  - フェリー「フェリー太古」
    - 博多港（福岡市） - 宇久平港 - 小値賀港 - 青方港（新上五島町） - 福江港（五島市）
      - 所要時間 - 博多港から約5時間20分、福江港から約3時間。
- 佐世保市営交通船[17]
  - 「第3みつしま」
    - 柳港 - 寺島 - 神浦港（宇久島）
      - 所要時間は寺島までが約18分、神浦港までが約30分。[18]
- 小値賀町営渡船[19]
  - 「第3はまゆう」
    - 小値賀笛吹港 - 六島 - 野崎島 - 笛吹港
      - 所要時間は六島まで20分。野崎島までは往路（六島経由）約35分、復路約20分。

    - 小値賀笛吹港 - 大島
      - 所要時間は約10分。

  - 「さいかい」
    - 柳港 - 納島
      - 所要時間は約7分。
- USAポートサービス
  - 「ぽーと3」
    - 有川港 - 小値賀港 - 宇久平港
      - 所要時間は有川までが45分、宇久平からが25分。

### 道路

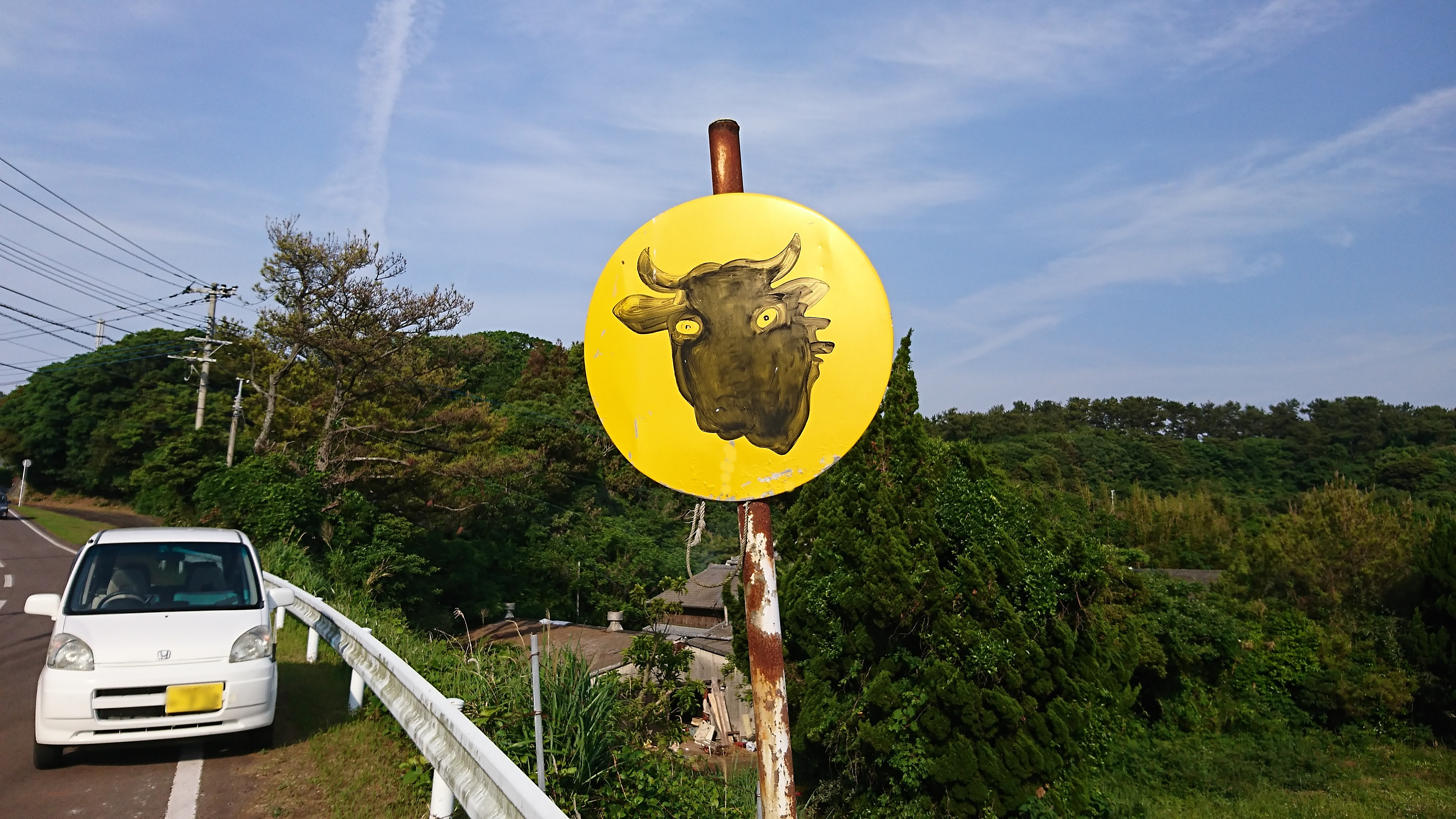
“牛に注意”を促す小値賀島独特の標識が島内で散見される

国道はなく、一般県道と町道が走っている。

#### 一般県道
- 長崎県道161号小値賀循環線
- 長崎県道225号斑浜津線
- 長崎県道244号小値賀空港線
  - 長崎県の県道一覧を参考。

### バス路線
- 小値賀交通[20]
  - 小値賀島の笛吹港桟橋を基点に、小値賀島内と斑島への路線を運行している。路線の詳細は小値賀交通#路線を参照。

## 名所・旧跡・観光スポット・祭事・催事
- ポットホール（玉石様）：斑島にある甌穴

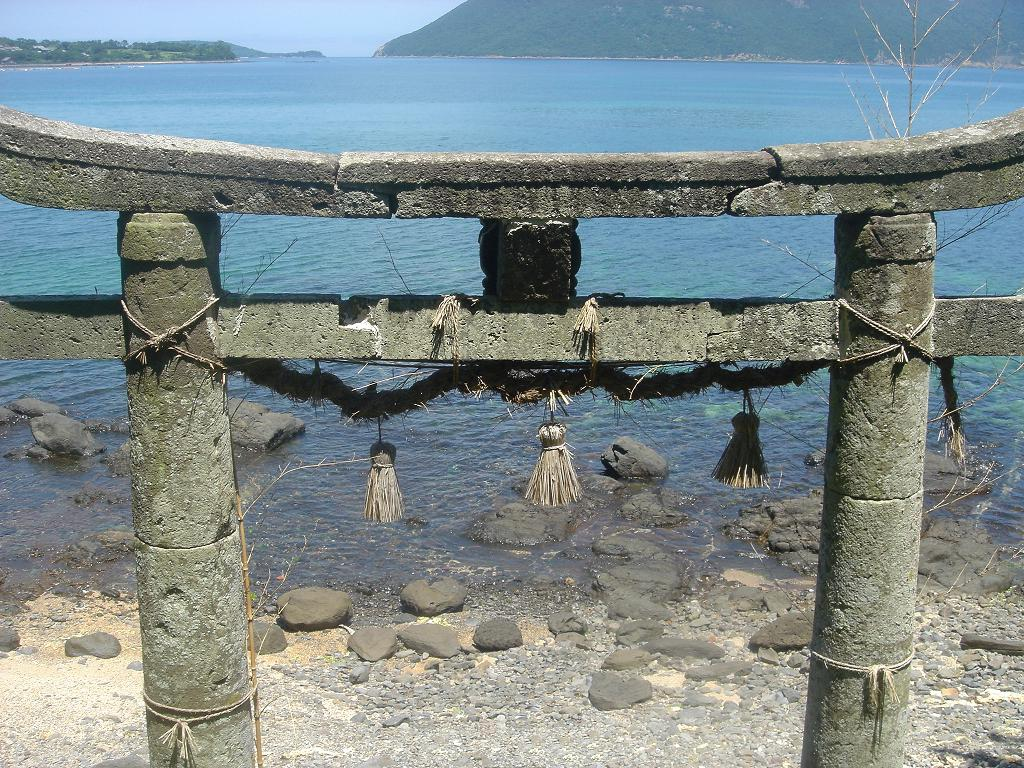
神島神社

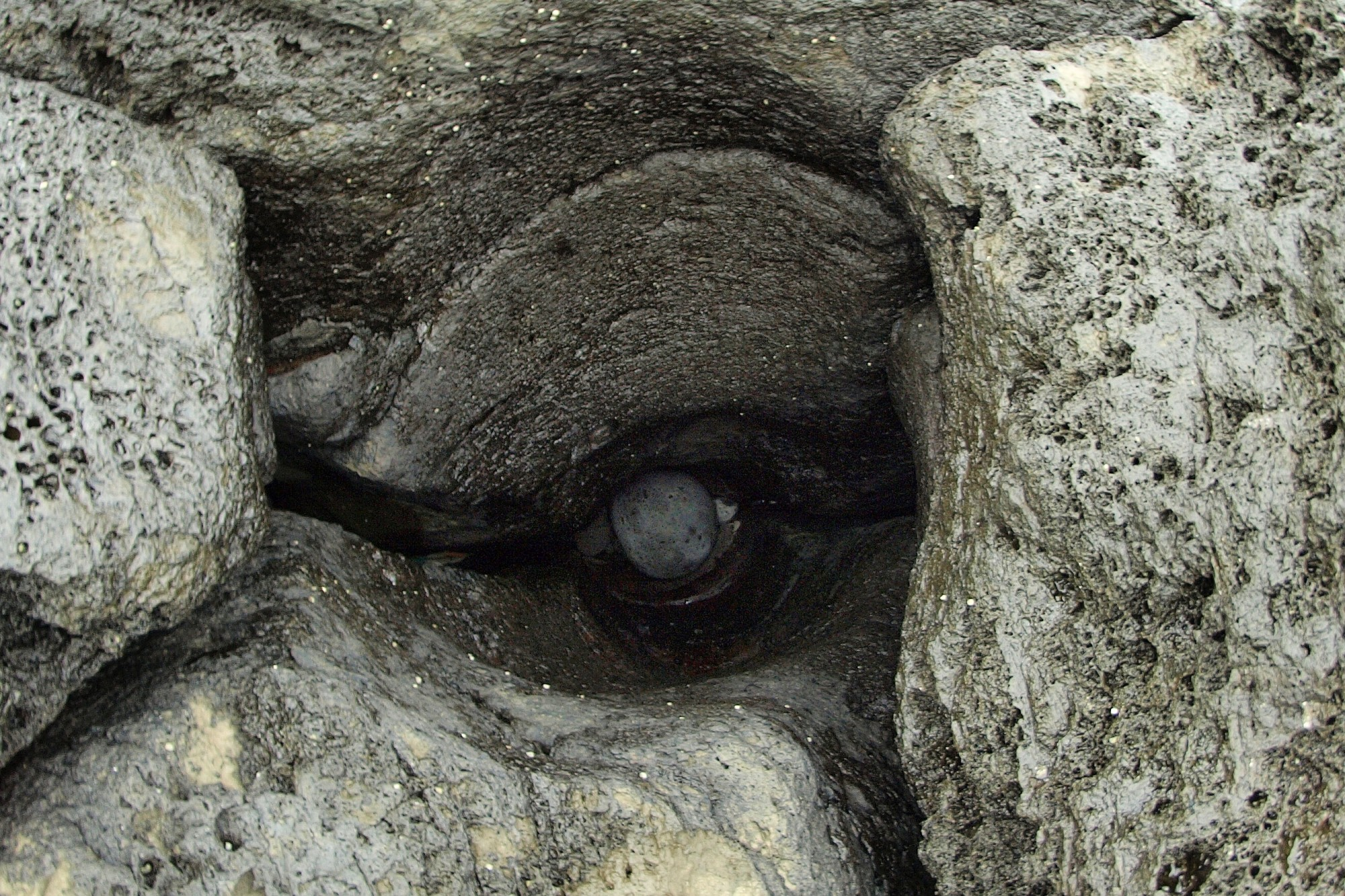
斑島の玉石甌穴

- 牛の塔：小値賀島笛吹にある。干拓工事の際に生き埋めになった牛の慰霊碑
- 神島神社：遣唐使の航行を助けたと言われる一対の神社。小値賀島の「地神島神社（ちのこうじまじんじゃ）」と野崎島の「沖神島神社（おきのこうじまじんじゃ）」が向かい合っている。
- 野崎島自然学塾村：野崎島にある生涯学習用宿泊施設
- 旧野首教会：野崎島にある1908年建造の煉瓦造りのカトリックの教会。「野首島の集落跡」として世界遺産「長崎と天草地方の潜伏キリシタン関連遺産」に含まれている。
- 柿の浜海水浴場

## 出身有名人
- 北村誠吾 - 元衆議院議員
- 近藤鉄太郎 - テレビ愛媛→KBCアナウンサー